# Platia Klafthmonos
Platia Klafthmonos (griechisch Πλατεία Κλαυθμώνος ‚Platz der Klage‘) heißt der zentrale Platz Athens.

## Namen
Der Platz wurde in seiner Geschichte öfters umbenannt. Folgende Namen waren schon in Benutzung:
- Platz des Gartens des Alten Palastes (Πλατεία των κήπων του Παλαιού Παλατιού Platia ton Kipon tou Paleou Palatiou, unter König Otto)
- Platz der Münzprägeanstalt (Πλατεία του Νομισματοκοπείου Platia tou Nomismatokopiou)
- Platz des Gartens des Wirtschaftsministeriums (Πλατεία του κήπου του υπουργείου Οικονομικών Platia tou kipou tou ypourgio ikonomikon)
- Platz des 25. März (Πλατεία 25ης Μαρτίου Platia 25is Martiou)
- Platz der Demokratie (Πατεία Δημοκρατίας Platia Dimokratias)
- seit 1878 gibt es auch schon den Namen, der bis heute Gültigkeit hat «Πλατεία Κλαυθμώνος» zusammen mit Platia Ethnikis Symfilioseos (Πλατεία Εθνικής Συμφιλιώσεως Platz der Nationalen Versöhnung) (seit 1989).

Seinen gebräuchlichen Namen erhielt er vom Feuilleton der Zeitschrift Estia (Εστία), weil sich dort, vor dem Wirtschaftsministerium, jedes Mal nach einer Wahl die von Entlassung betroffenen Beamten versammelten, um gegen ihre Entlassung zu protestieren. Damals gab es keine Beschäftigungssicherheit für Staatsbeamte, und jede neue Regierung entließ die Beamten, die die vorherige Regierung übernommen hatte, und rekrutierte Beamte aus den Reihen der eigenen Anhänger. Der Pate für die Namensgebung war der Journalist der Estia, Dimitrios Kampouroglou, der später auch Mitglied der Akademie von Athen wurde.
Der Name, den Leo von Klenze vorgeschlagen hatte, war Platia Aischylou (Πλατεία Αισχύλου ‚Aischylos-Platz‘). Den Namen Platia tou Nomismatokopiou erhielt er, als das Gebäude der königlichen Münze errichtet wurde. 1838 und im „Goldenen Zeitalter“ trug er den Namen Platia Ikosapendis Martiou, weil der Platz der erste Ort war, an dem die Feierlichkeiten zum Aufstand von 1821 abgehalten wurden. 1838 wurden diese auf den 25. März festgelegt. In dieser Zeit galt auch der Name Platia Dimokratias. Seit 1878 trägt er den bis heute gültigen Namen. Seit dem Juni 1989 bekam er zusätzlich den Namen, den auch die Skulptur trägt, die damals enthüllt wurde: Platia Ethnikis Symfilioseos. Dieser Name ist in der Umgangssprache jedoch nicht in Gebrauch.
Der Platz war der erste der Stadt, der mit Bäumen bepflanzt wurde. Für diesen Zweck, entsandte Ludwig II. (Bayern) seinen Gärtner Smarat.
Den westlichen Teil des Platzes beherrschen die nebeneinanderliegenden Gebäude von Vouros (Βούρος), Mastronikola (Μαστρονικόλα) und Afthonidos (Αφθονίδος), in denen ursprünglich König Otto und Amalie nach ihrer Hochzeit wohnten. Dieses Haus ist heute das Städtische Museum von Athen (Μουσείο της Πόλεως των Αθηνών Mousio tis Poleos Athinon).
Darüber hinaus stehen an dem Platz die Gebäude des Innenministeriums und des Wirtschaftsministeriums, sowie das Kirchlein Agii Theodori.
1972 wurde die Metro-Station gebaut.